# RCS MediaGroup
RCS MediaGroup (per esteso, Rizzoli-Corriere della Sera Media Group S.p.A.) è uno dei principali gruppi editoriali italiani, attualmente attivo a livello nazionale e internazionale nei seguenti mercati: quotidiani, periodici, televisione, web e raccolta pubblicitaria.
La società è quotata presso la Borsa valori di Milano nell'indice FTSE Italia Small Cap.

## Storia

### La fondazione
Nel 1909 il ventenne Angelo Rizzoli (1889-1970), appreso il mestiere di tipografo nell'orfanotrofio dei Martinitt, acquista una piccola tipografia con sede a Milano in via Cerva. Nei primi quindici anni l'azienda (registrata nel 1911 con il nome «A. Rizzoli & C.») svolge le funzioni di una normale tipografia, lavorando per conto terzi. La crescita del giro d'affari porta nel 1924 la tipografia a cambiare nuovamente sede occupando un intero caseggiato in via Broggi. Rizzoli acquista in Germania un impianto per la stampa in rotocalco (uno dei primi funzionanti in Italia); lavorano per lui più di cento dipendenti.

### L'attività editoriale
Nel 1927 la «A. Rizzoli & C.» inizia l'attività editoriale con la pubblicazione in proprio di riviste. Seguendo il consiglio di Calogero Tumminelli, editore di origine siciliana conosciuto nei primi anni del dopoguerra, Rizzoli acquista dalla Mondadori cinque periodici: il settimanale Il Secolo Illustrato, i quindicinali La Donna e Novella (rivista letteraria che aveva pubblicato, tra gli altri, racconti di Gabriele D'Annunzio e Luigi Pirandello) e due mensili: Il Secolo XX e Comoedia (seguiti, l'anno dopo, dalla fondazione di Piccola). La scelta si rivelerà felice. In pochi anni Novella cambia volto diventando un periodico femminile raggiungendo la tiratura di 130.000 copie. Nel 1929 l'azienda viene trasformata in società di capitali assumendo la denominazione «Rizzoli & C. Anonima per l'arte della stampa». Nello stesso anno avviene un nuovo trasferimento della sede, in piazza Carlo Erba (dove resterà fino al 1960). Nei primi mesi del 1930 Rizzoli chiama alla direzione editoriale il giornalista Tomaso Monicelli (in sostituzione di Enrico Cavacchioli) e gli affida il compito di sviluppare ex novo il settore dei libri. La prima opera pubblicata è Il Memoriale di Sant'Elena (di Emmanuel de Las Cases, 1766-1842), in due volumi. Grazie ai buoni uffici di Calogero Tumminelli, Angelo Rizzoli riceve da Giovanni Treccani la commessa per la stampa dell'Enciclopedia Italiana.
Il successo di Novella è un fattore trainante per Rizzoli. Attorno alla rivista costruisce la sua prima collana editoriale: “I romanzi di Novella”. Nata nel 1932, conterà 72 pubblicazioni fino al 1942. Nel 1934 fonda la «Novella Film» con la quale entra nel mercato del cinema. ll primo film prodotto è La signora di tutti, diretto dal maestro tedesco Max Ophüls. L'idea è quella di sfruttare commercialmente, su più medium, la stessa opera: su Novella appare il romanzo, da cui viene tratto il film, che viene lanciato attraverso cartoline, manifesti e settimanali popolari. L'esito è deludente. La seconda prova, invece, Darò un milione (1935), affidato a Mario Camerini, riscontra un grande successo di pubblico e di critica.
Nel 1933 Rizzoli pubblica due nuovi settimanali femminili: Lei (che nel novembre del 1938 diventerà Annabella in seguito alla campagna fascista per la sostituzione del "Lei" col "Voi") e Bella. Dietro consiglio di Ugo Ojetti, l'anno seguente Rizzoli dà vita a una collana di classici edita in raffinati volumi da collezione. Si tratta dei “Classici Rizzoli”, curati dallo stesso Ojetti. Sempre negli anni trenta nascono altre collane: “I breviari dell'amore” (venti titoli dal 1932 al 1936), “I grandi narratori” (ventotto titoli dal 1933 al 1939), “I giovani” (apparsa nel 1934 e diretta da Cesare Zavattini). L'iniziativa più importante di questo periodo è senza dubbio la Storia del Risorgimento e dell'Unità d'Italia in quattro volumi. È una delle prime opere uscite a dispense in Italia. Curata dallo storico Cesare Spellanzon, il primo volume esce nel 1933; l'ultimo nel 1950.
Nel luglio 1936 esce il settimanale umoristico Bertoldo, diretto da Zavattini. Nel 1937 vede la luce il settimanale Omnibus di Leo Longanesi, stampato a rotocalco, poi sostituito da Oggi (1939-42) e quindi da Settegiorni (1942-43). Nel 1938 Rizzoli rileva la casa editrice romana «Novissima» ed apre un nuovo stabilimento tipografico nella capitale. Un'ulteriore acquisizione è l'Istituto grafico Bertieri di Milano (1940). Nel 1940 vede la luce “Il sofà delle Muse”, collana diretta da Longanesi. Escono in questa collana: Il deserto dei Tartari di Dino Buzzati (1940), Don Giovanni in Sicilia di Vitaliano Brancati (1941) e La verità sul caso Motta di Mario Soldati (1941). Fuori collana esce la Storia del teatro drammatico di Silvio D'Amico (1939-1940). Gli stabilimenti Rizzoli crollano sotto le bombe scaricate su Milano il 12-13 agosto 1943. La produzione viene completamente interrotta.

### Dal dopoguerra al 1970
Nel dopoguerra, dopo la ricostruzione degli impianti, la società inizia una nuova fase di espansione che la porta a diventare una delle maggiori case editrici d'Italia. Entra nel mercato dei cinegiornali fondando la «Compagnia Italiana Attualità Cinematografiche» (C.I.A.C.). I primi cinegiornali sono realizzati dalla "Cinesport" (1948). Seguiranno altre tre testate: "L'Europeo" (1956, da non confondere con la rivista); "Settimanale Ciac" (1957) e "Caleidoscopio" (1958). Nel 1951 nasce «Distribuzione Edizione Amato Rizzoli» (D.E.A.R.), la società di produzione cinematografica della Rizzoli. Oltre a rilevare la casa di produzione CIAC, produrrà e distribuirà centinaia di film, tra cui quelli di Federico Fellini. Nel 1965 prenderà il nome di Rizzoli Film S.p.A.
Nel 1948 esce Mondo Piccolo. Don Camillo, primo romanzo della fortunata saga di Giovannino Guareschi. Le 300.000 copie vendute in pochi mesi, unite alle 500.000 del settimanale Candido, diretto da Guareschi, fanno del giornalista emiliano l'autore principale della casa editrice. Nel 1949 nasce la Biblioteca Universale Rizzoli (Bur), che pubblica a prezzi popolari (il costo è di 50 lire ogni 100 pagine) opere letterarie antiche e moderne. Ideata da Luigi Rusca e Paolo Lecaldano, la collana ottiene un enorme successo e verrà seguita da altre collane.
Nel 1952 la casa editrice assume la denominazione «Rizzoli Editore S.p.A.» ed apre librerie a Roma, Milano («Rizzoli Galleria»), New York. L'anno seguente acquista, da Gianni Mazzocchi, L'Europeo, settimanale d'informazione leader di mercato. Nel corso degli anni cinquanta passano alla Rizzoli Riccardo Bacchelli, Michele Prisco e Indro Montanelli; quest'ultimo pubblica con l'editore milanese la sua fortunata Storia d'Italia. Nel 1956 la Rizzoli fonda la società di produzione cinematografica Cineriz. Per tutti gli anni cinquanta e sessanta gestirà solo noleggio e distribuzione dei film. Dagli anni settanta sostituirà progressivamente la Rizzoli Film come casa di produzione. Altre società vengono fondate nel settore alberghiero: Ischia alberghi e Lacco Ameno Terme. Nel 1960 viene inaugurata la nuova sede di via Civitavecchia (oggi via Rizzoli), alla periferia nordest di Milano (quartiere Cimiano). Nel corso degli anni sessanta gli impianti tipografici vengono potenziati e in parte rinnovati, garantendo la richiesta di tirature più elevate. Ogni giorni si stampa un giornale diverso, così gli impianti lavorano a pieno regime ed i costi vengono ammortizzati: lunedì «Annabella» e «Il Calcio Illustrato»; martedì «Candido» di Guareschi e «Bella» (rivista femminile diretta e scritta quasi interamente di persona da Giorgio Scerbanenco); l'intero mercoledì è invece dedicato a «Oggi», il periodico di punta della Rizzoli; giovedì «L'Europeo» e «Sogno»); venerdì i settimanali «Novella» e «La Settimana Incom illustrata» ed il mensile «La Donna». Di sabato e di domenica la tipografia Rizzoli non si ferma: è impegnata a stampare riviste per conto terzi. In dieci anni i dipendenti aumentano da 1.000 a 3.600.
Nel 1962 Angelo Rizzoli istituisce la carica di direttore generale, già esistente nelle società per azioni ma non ancora apparsa nelle imprese editoriali. Per la nuova posizione decide di nominare un manager di carriera, Gianni Ferrauto (rimarrà in carica fino al 1970). Il figlio Andrea diventa amministratore delegato, mentre Paolo Lecaldano è il nuovo responsabile del settore libri. In questo periodo nascono nuove collane editoriali: La Scala, Sidera, Narratori moderni e I classici dell'arte. La collana di maggiore fortuna è La Scala (nata nel 1961 e tuttora esistente), che comprende narratori sia italiani che stranieri. Porta al successo autori come Luciano Bianciardi (La vita agra) e Giuseppe Berto (Il male oscuro). Altri autori italiani pubblicati: Michele Prisco, Giovanni Arpino, Alberto Bevilacqua, Giorgio Saviane e Carlo Castellaneta. Tra gli stranieri: Angela Carter, Ronald Firbank, Jorge Luis Borges, Alfred Döblin, John Fowles, Jurij Dombrovskij, James Baldwin, R. K. Narayan e Miguel Ángel Asturias. Tra gli scrittori italiani si registrano le acquisizioni di Orio Vergani, Marcello Marchesi, Nantas Salvalaggio, Luce d'Eramo e Alberto Ongaro.
Nella collana "Saggi" (nata nel 1967) confluiscono le opere di Michel Foucault, Algirdas Greimas, Northrop Frye, Giovanni Getto, Franco Fornari, Elias Canetti e Georges Bataille. Nel 1967 inizia a lavorare per il gruppo Enzo Biagi. Il noto giornalista è direttore editoriale dei periodici Rizzoli. Scrive sul settimanale L'Europeo ed ha la felice intuizione di trasformare il settimanale letterario Novella in una rivista di cronaca rosa.
Nel 1970 scompare Angelo Rizzoli. La guida della casa editrice passa al figlio Andrea; il nipote Angelo entra nel consiglio di amministrazione. La Rizzoli è il maggiore editore di periodici in Italia.

### L'impero mediatico
Quotidiani (10)
- Corriere della Sera
- Corriere d'Informazione
- La Gazzetta dello Sport
- Il Mattino
- Il Piccolo (Trieste)
- l'Adige
- Alto Adige
- L'Occhio
- Il Lavoro (Genova)
- L'Eco di Padova

Settimanali (14)
- La Domenica del Corriere
- Corriere dei Piccoli
- L'Europeo
- Il Mondo
- Novella 2000
- Oggi
- TV Sorrisi e Canzoni
- Abitare
- Amica
- Annabella
- Astra
- Bella
- Corriere Boy Music
- Domenica Quiz

Mensili (12)
- Astra
- Linus
- alterlinus
- Brava
- La Buona tavola
- La lettura[21]
- Mare 2002
- Maxi
- Milleidee
- Playboy
- Salve
- Qui Touring

Emittenti televisive (2)
- Telealtomilanese
- Prima Rete Indipendente

Cinema
- Cineriz

Nella nuova organizzazione manageriale del gruppo si registrò l'arrivo di Mario Spagnol come nuovo responsabile della Divisione libri (1972-1979). Spagnol si mise all'opera potenziando la "Biblioteca Universale Rizzoli", la collana più prestigiosa della casa editrice. Insieme ad Evaldo Violo, la ristrutturò in sottocollane ampliando la scelta dei generi ed attingendo all'intero catalogo della Casa; la "storica" copertina grigia venne sostituita da una nuova veste vivace e moderna. Nuovi autori italiani: Anna Maria Ortese, Tommaso Landolfi, Romano Bilenchi, Giovanni Testori, Luigi Meneghello, Giorgio Manganelli, Fulvio Tomizza (arrivato dalla Mondadori), Carlo Cassola (dall'Einaudi) e Carlo Cristiano Delforno. Passaggio importante è quello del poeta Mario Luzi, inserito nella collana più prestigiosa della casa editrice, La Scala". Nel 1971 apparvero in volume le storie del ragionier Fantozzi scritte da Paolo Villaggio. La saga di Ugo Fantozzi raggiunse un larghissimo pubblico. Dai romanzi, poi, fu tratta una serie di film (prodotti dalla Cineriz che incontrò un vasto successo.
Nel secondo semestre del 1973 il presidente Andrea Rizzoli avviò l'acquisizione della società editrice del «Corriere della Sera», il primo quotidiano italiano. L'«Editoriale Corriere della Sera», vera e propria corazzata editoriale, pubblica anche un quotidiano del pomeriggio, il Corriere d'Informazione e i settimanali Amica, La Domenica del Corriere, Corriere dei Piccoli. Il pacchetto azionario dell'Editoriale Corriere della Sera era ripartito fra tre soggetti: famiglia Crespi (nella persona di Giulia Maria), Angelo Moratti e famiglia Agnelli.
Era sufficiente quindi acquisirne due per diventare i nuovi proprietari. L'operazione si concluse il 12 luglio 1974. Andrea Rizzoli non si accontentò del pacchetto di controllo, ma volle per sé il 100% della società editrice. L'investimento superò i 40 miliardi di lire. Le tre quote furono pagate rispettivamente: 15 miliardi e 445 milioni, in contanti, a Giulia Maria Crespi; 13 miliardi, parte in contanti e parte differiti, a Moratti; 13,5 miliardi, somma da devolvere entro 3 anni, agli Agnelli. La società acquirente assorbì la società acquisita: dalla fusione nacque la «Rizzoli-Corriere della Sera» (RCS). I Rizzoli acquistando il Corriere esaurirono la loro liquidità. Per concludere l'acquisizione, dovettero chiedere un finanziamento bancario di 25 miliardi di lire. I Rizzoli accettarono il sostegno finanziario della Montedison, che coprì una parte dell'investimento volto all'acquisto del Corriere.
L'unica a manifestare dissenso sulla complessa operazione fu la sorella di Andrea, Giuseppina, che deteneva il 29% del pacchetto azionario. Anche Alberto, figlio secondogenito di Andrea, fu contrario. Ma il suo parere contava poco poiché non aveva ancora 30 anni. Nicola Carraro, figlio di Giuseppina e direttore amministrativo del gruppo, cercò di mediare per evitare una spaccatura in famiglia. Un anno dopo l'acquisto, in agosto Carraro (promosso amministratore delegato della «Rizzoli-Corriere della Sera») presentò la verifica finanziaria ed economica delle due società riunite. I conti erano in rosso per 15 miliardi. Ne seguì una furibonda lite con il patron Andrea. Alla fine dell'anno (1975) i Carraro uscirono definitivamente dal gruppo Rizzoli. Andrea rilevò la loro quota al prezzo di 24 miliardi di lire. In conseguenza i Rizzoli affidarono l'amministrazione del gruppo a professionisti: la gestione, da familiare, divenne manageriale. Il 10 ottobre la società comunicò ai sindacati che il deficit patrimoniale ammontava a 20 miliardi di lire. Sui 3.500 dipendenti, 500 erano in esubero. L'editore però rassicurò i sindacati: il gruppo intendeva espandersi e consolidarsi.
Infatti nel 1976 la RCS acquistò il maggiore quotidiano del sud, Il Mattino. Furono effettuate poi nuove nomine ai vertici del gruppo: Lorenzo Jorio responsabile del settore quotidiani e Giorgio Trombetta Panigadi ai periodici (fino al 1978, poi sostituito da Giacomo Casarotto). Nel 1977 altre tappe dell'espansione furono l'acquisizione della Gazzetta dello Sport, il primo quotidiano sportivo italiano, e il controllo azionario di due giornali locali, Alto Adige e Il Piccolo di Trieste, ceduti dalla famiglia Agnelli in un pacchetto unico. Nello stesso anno la Rizzoli acquisì Telealtomilanese, entrando per la prima volta nel mercato televisivo. Si trattava di un mercato molto promettente, soprattutto per quanto riguarda la pubblicità su scala nazionale.
In quello stesso anno giunse a scadenza il pagamento della quota acquisita dalla famiglia Agnelli per rilevare il Corriere. Il suo valore, a causa dell'indicizzazione dei tassi d'interesse, era lievitato da 13,5 a 22,475 miliardi, una somma che la Rizzoli non disponeva.
Cercando finanziamenti a medio termine in tutte le direzioni, finì per accettare l'offerta di Roberto Calvi (presidente del Banco Ambrosiano), pervenutagli tramite la mediazione della loggia massonica P2 di Licio Gelli. In luglio la Rizzoli, finanziata dal Banco, estinse il debito con la Fiat. Cinque giorni dopo il Banco procedette ad un'iniezione di denaro fresco: 20,4 miliardi sotto forma di un aumento di capitale (che passò da 5,1 a 25,5 miliardi). Roberto Calvi ottenne in pegno da Rizzoli l'80 per cento delle quote del gruppo. L'editore avrebbe potuto riscattare interamente il suo 80% dopo tre anni, ma al valore, maggiorato, di 35 miliardi. Calvi era diventato il vero padrone della Rizzoli. In seguito alla modifica dell'assetto finanziario fu nominato un nuovo direttore generale nella persona di Bruno Tassan Din (febbraio 1978)
. La solidità della RCS dipese ora dalle buone relazioni con la P2 e i partiti politici, commistioni che Angelo Rizzoli aveva sempre accuratamente evitato.
Nel 1978 Calvi e Gelli scaricarono Andrea Rizzoli dal vertice della casa editrice. Il nuovo consiglio d'amministrazione elesse il figlio Angelo (chiamato da tutti Angelone) come nuovo presidente (16 settembre 1978). Nel nuovo consiglio d'amministrazione entrarono Umberto Ortolani, avvocato, braccio destro di Licio Gelli, e Bruno Tassan Din. Nel 1979 il gruppo RCS era saldamente il maggiore gruppo editoriale italiano con una quota di mercato del 25% (e un fatturato di 1.000 miliardi di lire) e si posizionava al secondo posto in Europa. Ogni giorno pubblicava 1.380.000 copie di quotidiani e quasi due milioni di copie di periodici. Il fatturato pubblicitario si aggirava sui 60 miliardi di lire annuali, a fronte di 3.500 dipendenti, 700 dei quali giornalisti.
In quell'anno Rizzoli e Tassan Din acquisirono i quotidiani Il Lavoro di Genova, l'Adige di Trento e lanciarono una nuova iniziativa che avrebbe dovuto portare buoni frutti: il quotidiano popolare L'Occhio. Diretto da Maurizio Costanzo, noto giornalista televisivo, e venduto a 200 lire (cento in meno degli altri quotidiani), il nuovo giornale, lanciato con una costosa campagna pubblicitaria e con un'elevata tiratura, doveva trovare spazio nel panorama editoriale italiano come "quotidiano popolare". In poco tempo si rivelò un fiasco, facendo perdere alla RCS altri miliardi. Si rese necessaria una nuova ricapitalizzazione. Questa volta Calvi fece pervenire i finanziamenti attraverso l'Istituto per le Opere di Religione (IOR), banca privata con sede nella Città del Vaticano. Nel 1980 Telealtomilanese venne fatta confluire in un gruppo di emittenti locali diffuse in tutta la penisola. I Rizzoli ebbero finalmente la loro emittente nazionale. Entro l'anno iniziarono i programmi di Primarete Indipendente. Tra essi spiccò Contatto, il primo telegiornale nazionale prodotto da un'emittente privata.
Nello stesso anno (1980) giunsero a scadenza per Angelone i tre anni che Roberto Calvi gli aveva concesso per riacquistare l'80% delle azioni RCS. Rizzoli però non disponeva delle risorse per rilevare la quota: il deficit del gruppo aveva raggiunto i 150 miliardi. Il Banco Ambrosiano, la banca presieduta da Calvi, predispose un piano di salvataggio del gruppo. L'operazione divenne in seguito nota come «il pattone». Il piano prevedeva un secondo aumento di capitale per ripianare l'intero deficit. Angelone Rizzoli, che possedeva il 90,2% delle azioni (l'80% delle quali era da tre anni in pegno al Banco Ambrosiano), sarebbe rientrato in possesso del 50,2% di azioni; il restante 40% sarebbe passato definitivamente in mano alla banca di Calvi al prezzo di 150 miliardi. Incassato il denaro, la Rizzoli Editore avrebbe potuto pagare i 35 miliardi necessari al riscatto del vecchio 80%, mentre il resto sarebbe servito per sottoscrivere l'aumento di capitale pro quota. Il «pattone» venne siglato a Roma all'Hotel Excelsior il 18 settembre 1980 da Angelone Rizzoli, Bruno Tassan Din, Roberto Calvi, Licio Gelli e Umberto Ortolani.
L'operazione venne perfezionata il 29 aprile 1981. Quel giorno una società dell'Ambrosiano (quindi di Calvi), la «Centrale Finanziaria S.p.A.», effettuò l'acquisto del 40% di azioni Rizzoli. L'investimento invece si rivelò un falso. Calvi ingannò Rizzoli. L'operazione fu comunicata al pubblico e annotata nei conti dell'azienda; in realtà i soldi finirono in conti esteri intestati a Bruno Tassan Din, Licio Gelli e Umberto Ortolani. Calvi, inoltre, nascose alla Rizzoli che oltre all'intervento del Banco c'era anche un conferimento, nascosto, dello IOR, presso il quale erano state depositate le azioni che erano state in possesso di Rizzoli (il suo 80%).

### La P2, il crollo e il salvataggio (1981-1984)
Nello stesso 1981 scoppiò lo scandalo della P2, cui si aggiunse il crac del Banco Ambrosiano. Le ripercussioni sulla RCS furono enormi: vennero chiusi L'Occhio (che era sempre stato in perdita), il Corriere d'Informazione, i supplementi settimanali e la rete televisiva. Furono ceduti Il Piccolo (al gruppo Monti), l'Adige, Alto Adige e Il Lavoro.
Nel 1982 il gruppo Rizzoli-Corriere della Sera rende noto il nuovo assetto azionario. Il capitale sociale della società ammonta a 24.436.200.000 lire, suddivise in 8.790.000 azioni da 2.780 lire cadauna.
Gruppo
Ripartizione delle azioni:
| Persone fisiche o equiparate                         | Quote (%) |
| ---------------------------------------------------- | --------- |
| Angelo Rizzoli                                       | 32,18%    |
| La Centrale Finanziaria spa                          | 40,00%    |
| Totale                                               | 72,18%    |
| Società di capitali                                  | Quote (%) |
| Italtrust spa, società fiduciaria della Fincoriz sas | 11,30%    |
| Finriz spa                                           | 9,05%     |
| Rothschild Bank AG Zurigo della famiglia Rothschild  | 7,47%     |
| Totale                                               | 27,82%    |

Sommando le azioni possedute come persona fisica e quelle possedute tramite società di capitali (Italtrust e Finriz), Angelo Rizzoli è proprietario del 52,53% del pacchetto azionario.
Il presidente del gruppo conserva quindi la maggioranza assoluta.
Società controllate
La Rizzoli è proprietaria al 100% dell'Editoriale Corriere della Sera, società editrice dell'omonimo quotidiano. Il capitale sociale è costituito da 4.500.000 azioni del valore di mille lire ciascuna.
Infine, la Rizzoli è comproprietaria delle quote azionarie di:
- Nuove Edizioni sportive spa (Milano), società editrice della Gazzetta dello Sport, che controlla al 51%[43];
- Edizioni Meridionali spa (Napoli), società editrice del Mattino, che controlla al 51%[44].

Il 6 agosto 1982, a pochi mesi di distanza dalla morte di Roberto Calvi, il ministero del Tesoro e la Banca d'Italia mettono in liquidazione il vecchio Banco Ambrosiano. La nuova banca eredita, attraverso la «Centrale Finanziaria», anche il pacchetto del 40% di azioni di Angelone Rizzoli. Questa posta va in attivo. Tra i passivi, figura il debito di 150 miliardi verso la casa editrice e lo stesso Rizzoli (l'aumento di capitale dell'anno prima, mai versato). Angelone Rizzoli decide di chiedere al Tribunale di Milano di porre la propria impresa sotto amministrazione controllata. La procedura gli permetterebbe di ottenere la sospensione generalizzata dei pagamenti per un anno, e di utilizzare quei 12 mesi ai fini del risanamento dell'azienda. Il Tribunale di Milano acconsente e pone la RCS in amministrazione controllata il 21 ottobre 1982.
La società ha un anno di tempo per ripianare tutti i debiti.
Ma il nuovo presidente del Banco, Giovanni Bazoli, chiede al gruppo l'immediato rientro dei fidi. La Rizzoli passa dalla posizione di creditrice a quella di debitrice insolvente. Nel febbraio seguente Angelone Rizzoli e Bruno Tassan Din sono tratti agli arresti con l'accusa di bancarotta patrimoniale societaria in amministrazione controllata. Angelone Rizzoli venne ritenuto penalmente responsabile del dissesto, al pari di Tassan Din. Finisce in carcere anche Alberto Rizzoli, fratello di Angelone. Il 18 febbraio 1983, giorno dell'arresto, finisce definitivamente l'epopea della dinastia Rizzoli nel mondo dell'editoria. Il successivo 18 agosto il giudice istruttore del tribunale di Milano ordina il sequestro conservativo di tutte le azioni degli imputati Angelo Rizzoli e Bruno Tassan Din.
Dopo l'arresto di Rizzoli, ricopre la carica di presidente del gruppo Carlo Scognamiglio Pasini, 38 anni, docente all'Università Bocconi. Scognamiglio, nominato su proposta di Luigi Guatri, il commissario giudiziale, nonché docente nella stessa università, chiede ed ottiene la proroga di un anno del regime di amministrazione controllata. In maggio viene approvato il bilancio d'esercizio 1982. A fine anno Scognamiglio lascia la presidenza del gruppo al suo vice, Roberto Poli.

### Il primo patto parasociale (1984-1997)
L'amministrazione controllata risolleva i conti del gruppo. Le perdite vengono via via ridotte fino ad essere azzerate. Si contano 1200 licenziamenti. Nel 1984 scade il termine dell'amministrazione controllata. Il bilancio è in utile di 7 miliardi. Il gruppo, risanato, può trovare un nuovo acquirente. Il Nuovo Banco Ambrosiano offre inizialmente la Rizzoli alla Fiat; la trattativa prosegue con la regia di Mediobanca. La Fiat si impegna indirettamente attraverso la società finanziaria Gemina, che forma una cordata di cui è il vertice. L'alleanza di Gemina prevale sulla seconda offerta, presentata da una cordata guidata dal fiscalista Victor Uckmar.

Le quote sono così suddivise:
| Nuovi Soci                     | Quote (%) |
| ------------------------------ | --------- |
| Gemina                         | 46,28     |
| Iniziativa Meta                | 23,14     |
| Mittel                         | 11,57     |
| Giovanni Arvedi                | 11,57     |
| Vecchi soci                    | Quote (%) |
| Angelone Rizzoli e Centrale F. | 3,73      |
| Centrale Finanziaria           | 2,99      |
| Finriz spa                     | 0,72      |

Il capitale sociale del gruppo ammonta a lire 66.812.790.000, suddiviso in 96.690.000 azioni.
La notizia viene diffusa il 5 ottobre; l'entità dell'offerta non viene resa nota. Anni dopo si verrà a sapere che l'intero gruppo RCS è passato di mano al prezzo di una ventina di miliardi diluiti in poco più di un anno: 9 miliardi di lire per la quota di Angelo Rizzoli, 8 miliardi per il 40% della Centrale, meno di un miliardo per il 10,2% di Tassan Din, al di sotto del miliardo una quota depositata all'estero presso la Rotschild Bank. Gianni Agnelli sostiene nell'ottobre 1984 di essere entrato "malvolentieri" nell'operazione e solo "per un dovere di disinfestazione", in realtà i nuovi soci, che nominano amministratore delegato Carlo Callieri, manager Fiat, fanno un ottimo affare: con un investimento complessivo di 110 miliardi ottengono nell'arco di un anno il controllo di un gruppo che nello stesso periodo di tempo produce utili per 37 miliardi.
I nuovi azionisti fanno confluire in un patto parasociale (denominato «sindacato di blocco azioni Rizzoli editore») il 60% dei loro possessi azionari nella casa editrice. Il patto prevede che le decisioni del sindacato di blocco vengano prese con il voto favorevole di quattro quinti dei membri della direzione. Successivamente si procede ad un aumento di capitale. Dall'acquisizione nasce un gigante editoriale capace di esercitare una posizione dominante nel mercato dei quotidiani in Italia: la Fiat aveva già La Stampa e la Montedison possedeva Il Messaggero. A questi due grandi quotidiani si aggiungono il Corriere della Sera e La Gazzetta dello Sport della Rizzoli. La Fiat supera il tetto del 20% del mercato dei quotidiani e quindi viola la norma sull'editoria (legge 416/81). In novembre un gruppo di privati impugna il passaggio delle azioni di fronte al Tribunale di Milano.
La Corte d'appello dà loro torto: rileva infatti che non è la Fiat a possedere delle quote di Gemina, bensì la partecipata Sadip. La questione è anche oggetto di un'interrogazione parlamentare. Nella risposta, resa il 21 gennaio 1985, il Sottosegretario alla Presidenza del Consiglio (all'epoca Giuliano Amato) afferma che la Rizzoli, dopo l'entrata dei nuovi soci, controlla il 19,92% del mercato dei quotidiani e quindi rimane all'interno del tetto del 20% fissato dalla legge. Per fugare ogni dubbio, Carlo Callieri decide di cedere il quotidiano Il Mattino. Nel 1985 la partecipazione di Gemina sale dal 46,28% al 62,5%, raggiungendo la maggioranza assoluta. L'assetto proprietario del gruppo Rizzoli "mutò radicalmente in quanto la società Gemina assunse la fisionomia di azionista di maggioranza con relativo controllo assoluto della politica editoriale del gruppo, mentre la quota intestata a Meta e Montedison venne praticamente neutralizzata".
Nel 1986 il gruppo viene ristrutturato con Giorgio Fattori, giornalista vicino alla famiglia Agnelli, nel ruolo di amministratore delegato. La nuova struttura societaria è costituita dalla capogruppo, RCS Editori, e da cinque società operative: RCS Libri, RCS Quotidiani, RCS Periodici, RCS Pubblicità e dalla cartiera. I giornali del gruppo vendono bene ed anche la pubblicità è aumentata, così la RCS alla fine dell'anno vede passare gli utili da 29 a 55 miliardi di lire. Quell'anno una quota di azioni RCS è ceduta al prezzo di 2.274 lire cadauna (contro le 708 lire della precedente gestione); nel 1987 un'altra parte passa di mano al prezzo di 5.227 lire cadauna. Il valore delle azioni RCS è aumentato di sette volte nel giro di due anni. Di lì a quattro anni il valore aumenta di dieci volte, tant'è vero che il 10% venduto ai francesi di Hachette viene pagato 100 miliardi. Nel 1987 RCS vale 893 miliardi.
Nel 1990 RCS Editori acquisisce i marchi editoriali dell'IFI (gruppo Fiat): Bompiani, Fabbri Editori, Sonzogno, Sansoni ed ETAS.
Nel 1992, dopo alcuni aumenti di capitale, sfiora i 2700 miliardi. L'azienda è in netta crescita.

### Il secondo patto di sindacato (1997-2013)
- Fiat (Sicind)[62] con il 10,2 %,
- Mediobanca con il 9,37 %,
- Gemina con il 9,2 %,
- Italmobiliare con il 4,08 %,
- Generali con il 2,54 %,
- Pirelli & C. e Intesa Bci con l'1,9 %,
- (altri)
- Totale patto di sindacato: 46 %

Fonte: L'impero di Romiti.
Il 28 aprile 1997 Gemina, che attraversa un momento difficile, scorpora le partecipazioni industriali (tra cui la RCS Editori) e le conferisce in una nuova società, denominata «H.d.P.» (Holding di Partecipazioni Industriali). H.d.P. detiene il 100% delle azioni di RCS nonché la maggioranza di GFT NET (moda e abbigliamento) e dell'azienda di abbigliamento e calzature sportive Fila. Viene stipulato un nuovo patto di sindacato di blocco e consultazione, che sostituisce quello in essere dal 1984. Siglato tra 13 dei maggiori azionisti, il patto di sindacato è regolato da norme molto complesse. Per esempio, si dispone che eventuali nuovi azionisti debbano fare richiesta al patto ed essere accettati; dopo 2-3 anni di "anticamera" se la risposta è positiva si viene invitati ad entrare nel patto di sindacato. Il patto parasociale prevede inoltre che le delibere vadano prese «con il voto favorevole della maggioranza assoluta dei membri in carica», qualunque sia la percentuale di azioni dagli stessi rappresentata. Ciò significa che i partecipanti al sindacato devono mettersi d'accordo ogniqualvolta si prende una decisione. All'interno del patto non deve emergere un dominatore. 

Nel 1998 sale alla guida della casa editrice Cesare Romiti (maggiore azionista di Gemina), proveniente dalla Fiat.

#### Da H.d.P. a RCS MediaGroup
Dopo una prima fase di gestione come holding diversificata, H.d.P. ha concentrato le proprie risorse nei soli settori dell'editoria e della comunicazione. Dismesse le società GFT NET e Fila, H.d.P. ha posto in essere, con effetto dal 20 maggio 2002, un piano di integrazione delle proprie attività con quelle di RCS. Il nuovo marchio RCS MediaGroup nasce il 10 giugno 2002. Il gruppo ottiene la quotazione in Borsa.
Nel 2004, in occasione del rinnovo triennale del patto, la Fiat scende nell'azionariato diventando il secondo azionista dopo Mediobanca. L'istituto bancario rileva il pacchetto di Gemina, pari al 2,25%, salendo all'11,61% come partecipazione complessiva e superando così il 10,3 della Fiat. Cesare Romiti lascia la presidenza a Piergaetano Marchetti; viene nominato amministratore delegato Vittorio Colao. Nell'estate del 2005 l'immobiliarista Stefano Ricucci si rende protagonista di un tentativo di scalata alla maggioranza del gruppo, arrivando a possedere circa il 20 per cento delle azioni. La scalata fallisce quando Ricucci viene coinvolto nell'inchiesta giudiziaria soprannominata Bancopoli.
Nell'estate del 2006 l'AD Vittorio Colao rassegna le dimissioni, fortemente contrario al piano di acquisizione del gruppo spagnolo Recoletos. Il 12 settembre 2006 viene sostituito da Antonello Perricone. L'acquisto di Recoletos viene perfezionato nell'aprile 2007 attraverso la controllata Unedisa. L'operazione comporta un investimento complessivo di 1,1 miliardi di euro. L'anno seguente la Consob punisce RCS con una sanzione da 200.000 euro per la mancata trasparenza nella conduzione dell'affare.
Il 18 gennaio 2008 il gruppo UniCredit esce dal patto cedendo - all'interno del patto stesso - il 2,02% posseduto da Capitalia Partecipazioni S.p.a. Alla data del 26 gennaio 2008, il patto di sindacato controlla il 63,527% del capitale ordinario di RCS MediaGroup. In quell'anno si decide la chiusura della rivista Newton. È la prima di una serie di chiusure che riguarderanno altre riviste del gruppo. Nel 2010 chiude il canale satellitare RaiSat, di cui RCS possiede il 5% del capitale. La Rai, che detiene l'altro 95%, liquida la sua quota pari a tre milioni di €.
Nel 2012 Diego Della Valle esce dal patto dopo 10 anni di permanenza, mantenendo comunque le proprie quote. Viene scelto un nuovo amministratore delegato, Pietro Scott Jovane. In carica dal 2 luglio, deve predisporre un nuovo piano industriale per ridurre i debiti del gruppo. A tale data RCS era ancora il primo gruppo editoriale italiano per fatturato, se si calcolano tutti i rami d'azienda (quotidiani, periodici, libri, TV, radio, pubblicità, Internet, ecc.). Ma il confronto con i concorrenti era reso complesso dal fatto che questi ultimi non coprivano la totalità dei settori a cui era interessata RCS (Arnoldo Mondadori Editore ad esempio non aveva quotidiani e il Gruppo editoriale L'Espresso non editava libri).

#### La fine del patto parasociale
Nel 2013 la società si trova costretta a varare un aumento di capitale per fare fronte ai debiti; si decide per un aumento di capitale fino a 600 milioni di euro. Viene varato un piano di esuberi che coinvolge anche il principale quotidiano del gruppo, il Corriere della Sera. I redattori del giornale pubblicano una contro-inchiesta dalla quale emerge che la causa principale dell'indebitamento è stata l'acquisto, effettuato nel 2007, dell'editrice spagnola Recoletos. La società fu rilevata al 100%, quando bastava il 51% per acquisirne il controllo. A parere del Comitato di redazione del Corriere, il debito di 880 milioni che pesa sul bilancio RCS deriva soprattutto dal miliardo speso per acquisire la società spagnola.
Alla data dell'11 luglio 2013, dopo la chiusura dell'asta dell'inoptato, il capitale di RCS era suddiviso presuntivamente nelle seguenti quote:
| Nel Patto                           | Quote (%) |
| ----------------------------------- | --------- |
| Fiat S.p.A.                         | 20,552    |
| Mediobanca S.p.A.                   | 9,93      |
| Unipol (Finsoe)                     | 5,651     |
| Pirelli & C S.p.A                   | 5,445     |
| Intesa Sanpaolo                     | 6,54      |
| Efiparind BV della famiglia Pesenti | 3,824     |
| Lucchini                            | 1,27      |
| Edison                              | 1,08      |
| Mittel                              | 1,042     |
| Generali                            | 0,989     |
| Bertazzoni                          | 0,77      |
| Francesco Merloni                   | 0,52      |
| Totale "Nel Patto"                  | 60,544    |

| Fuori Patto               | Quote (%) |
| ------------------------- | --------- |
| Diego Della Valle         | 8,995     |
| Eredi di Giuseppe Rotelli | 3,37      |
| Banco Popolare            | 3,6       |
| Benetton                  | 1,045     |
| Totale "Fuori Patto"      | 17,585    |

| Altre Quote                    | Quote (%) |
| ------------------------------ | --------- |
| Unico acquirente dell'inoptato | 11,0      |
| Soci minori                    | 10,8      |
| Totale "Altre Quote"           | 21,8      |

A quella data il patto di sindacato controlla il 60,544% del capitale ordinario. Con una comunicazione pubblicata il 31 ottobre 2013 i componenti del patto di sindacato hanno convenuto che il Patto non venisse ulteriormente rinnovato e che esso cessasse anticipatamente a far data dal 30 ottobre 2013.

### Dal 2014: il passaggio a Cairo
Nel novembre 2018 RCS decide di ricorrere ad un arbitrato a Milano per chiedere l'annullamento della vendita a Kryalos, società partecipata dal fondo americano Blackstone Group, avvenuta alla fine del 2013 per 120 milioni di euro, del complesso immobiliare di cui fa parte il palazzo di via Solferino, storica sede del Corriere. La tesi è che la vendita degli immobili di via Solferino, via san Marco e via Balzan (considerata da molti una svendita tenendo anche conto che il canone d'affitto applicato da Blackstone è di circa 10,3 milioni) sia avvenuta in un periodo di difficoltà finanziarie di Rcs e quindi è da considerarsi nulla in base alla normativa italiana sull'usura. L'iniziativa congela di fatto la vendita degli immobili da parte di Blackstone al gruppo assicurativo Allianz, disposto ad acquistarli per 250 milioni. E dal momento che Allianz si rifiuta di perfezionare la trattativa fino a quando la vertenza non sarà risolta, a sua volta Blackstone cita Rcs davanti a una Corte di New York chiedendo i danni.
Nel maggio 2021 la Camera Arbitrale di Milano emette il lodo definitivo sul contenzioso. Secondo il perito d'ufficio l'immobile valeva 153 milioni, invece dei 120 ai quali fu ceduto e senza cui la continuità aziendale sarebbe stata fortemente a rischio. Il lodo però non ritiene che tale sproporzione fosse rilevante ai fini dell'annullamento della vendita. Con una maggioranza di 2/3 gli arbitri considerano corretta l'operazione e non riconoscono alcun risarcimento a RCS. Il 16 dicembre 2021 il Tribunale di Milano archivia l'inchiesta per usura partita nell'estate del 2019 dall'esposto di un piccolo azionista RCS: il Gip accoglie la richiesta della Procura.
Il 7 giugno 2022 viene infine bocciato il ricorso di RCS in Corte di Appello contro l'esito negativo del lodo arbitrale. Rimane aperto un contenzioso negli Stati Uniti, con la richiesta di 600 milioni di dollari, di cui 300 milioni a RCS e 300 milioni ad Urbano Cairo.
Il 15 luglio si conclude la vicenda con l'acquisto da parte di Cairo dell'immobile di via Solferino al prezzo di circa 70 milioni di euro, comprensivi anche delle spese processuali al fondo Blackstone.
A partire dal 2015 il gruppo avvia un piano di dismissioni volto a riequilibrare il bilancio. Vengono ceduti i marchi Rizzoli e Fabbri al gruppo Mondadori, Bompiani al gruppo Giunti (dopo un breve passaggio in Mondadori). Marsilio e Sonzogno ritornano di proprietà di Marsilio Editori S.p.A. (e poi dal 2020 controllate dal gruppo Feltrinelli), Adelphi e Fazi ritornano alla proprietà originaria.
Successivamente vengono dismesse attività non direttamente collegate alla pubblicistica. In settembre viene ceduta la quota di partecipazione del 44,45%, acquisita nel 2007, del Gruppo Finelco, proprietario delle emittenti radiofoniche «Radio 105», «Radio Monte Carlo», «Virgin Radio Italia» e «Virgin Radio TV». In ottobre Pietro Scott Jovane lascia la carica di amministratore delegato a Laura Cioli.
Nel mese di aprile 2016, intervenute le necessarie autorizzazioni delle competenti autorità regolatorie, è stata perfezionata la cessione alla Mondadori Editore dell'intera partecipazione detenuta in Rcs Libri (la transazione era stata stipulata il 5 ottobre 2015) per 127,5 milioni di euro. Rcs MediaGroup mantiene la titolarità del marchio Rizzoli per tutti gli utilizzi esclusa l'attività libraria.
Sempre nel 2016 il gruppo Fiat Chrysler Automobiles (FCA) decide il disimpegno da RCS. Il 15 aprile l'assemblea dei soci di FCA approva la scissione finalizzata alla distribuzione ai propri azionisti delle azioni di Rcs detenute dal gruppo. La scissione diventa efficace il primo maggio, l'azzeramento delle azioni è terminato il 9 giugno.
L'8 aprile 2016, Cairo Communication, società per azioni presieduta da Urbano Cairo attiva nel settore editoriale, lancia un'offerta pubblica di scambio (OPS) delle azioni RCS. Il 16 maggio 2016, una cordata concorrente, International Media Holding, guidata da Andrea Bonomi e che raggruppa Mediobanca, Pirelli, Unipol e Diego Della Valle (che già detenevano il 25% delle azioni di RCS), promuove a sua volta un'offerta pubblica di acquisto (OPA) sulle azioni RCS. Seguono una serie di rilanci, a esito dei quali, il 15 luglio 2016, l'offerta promossa da Cairo Communication vince raccogliendo il 48,8% del capitale, contro la cordata concorrente che si ferma al 37,7%. Il 3 agosto 2016 Cairo assume le cariche di presidente e amministratore delegato di RCS MediaGroup.
Alla fine del 2017, primo esercizio interamente oggetto della nuova gestione, il Gruppo RCS registra un utile di netto di Euro 71,1 milioni, laddove nel periodo 2011-2015 aveva accumulato perdite per 1,3 miliardi. Anche l’indebitamento finanziario netto scende dai 430 milioni dell’agosto 2016 a 287 milioni a fine 2017.
Nel 2018 il gruppo RCS ritorna sul mercato dei libri attraverso la casa editrice «Solferino», che pubblica opere di narrativa, saggistica, poesia e libri per ragazzi.
L’esercizio 2018 si chiude con un utile netto in crescita a 85,2 milioni: a marzo 2019 il Consiglio di Amministrazione propone quindi ai soci la distribuzione di un dividendo di 0,06 euro per azione: è prima volta in dieci anni.
Il 2019 vede, tra l’altro, il lancio della business school del Gruppo, RCS Academy.
Nel 2020, nonostante i positivi risultati dell’esercizio 2019, con un utile netto di 68,5 milioni e un’ulteriore riduzione del debito, sceso a 131,8 milioni, ), il socio Cairo Communication respinge la proposta di distribuzione del dividendo formulata dal Consiglio di Amministrazione, in considerazione degli sforzi da porre in essere per contrastare la pandemia da Covid-19 .
Nel 2021, con la progressiva uscita dalla pandemia Covid-19, il Gruppo RCS registra una forte crescita dell’utile rispetto all’anno precedente, che si attesta a 72,4 milioni. La posizione finanziaria netta, dopo la lunga serie negativa, torna positiva per 16,7 milioni, con un miglioramento di 76,3  milioni dalla fine del 2020.
Nel 2023, RCS dà vita ad una nuova casa editrice, «Fuoriscena», dedicata alla saggistica d'inchiesta e alle narrazioni civili.

## Presidenti
Dalla fondazione
- 1927-1970: Angelo Rizzoli
- 1970-1977: Andrea Rizzoli
- 1977-1983: Angelo Rizzoli

Dopo i Rizzoli
- 1983: Carlo Scognamiglio
- 1984: Roberto Poli
- 1984-1988: Antonio Coppi
- 1988-1994: Giorgio Fattori
- 1994-1998: Alberto Ronchey
- 1998-2004[108]: Cesare Romiti

RCS MediaGroup
- 2004-2012: Piergaetano Marchetti
- 2012-2015: Angelo Provasoli
- 2015-2016: Maurizio Costa
- 2016-in carica: Urbano Cairo

Onorari
- 2004-2020: Cesare Romiti

## Sedi e divisioni operative
Oggi la sede del gruppo è in via Angelo Rizzoli 8 (corporate, periodici, pubblicità, digitale), a cui si aggiunge la sede di via Solferino 28/via San Marco 21 (quotidiani). La Rizzoli fu presente sul territorio nazionale con varie librerie distribuite nelle maggiori città; negli anni novanta furono cedute al gruppo Feltrinelli perché considerate non più strategiche.
RCS Libri, con tutti i marchi posseduti, è stata ceduta al Gruppo Mondadori il 5 ottobre 2015 (tranne il marchio Adelphi). La vendita si è perfezionata nel mese di aprile 2016.
La "storica" libreria Rizzoli in Galleria Vittorio Emanuele II, a due passi dal Duomo di Milano, che resta ancora oggi un punto di ritrovo dell'ambiente culturale meneghino, è stata ceduta nel 2016 al Gruppo Mondadori insieme al settore libri.
Anche la libreria Rizzoli a New York, che era stata riaperta il 27 luglio 2015, è stata ceduta nel 2016 al Gruppo Mondadori.

### Divisione Quotidiani
- Corriere della Sera
- Sette
- Io Donna
- L'Economia
- Corriere del Veneto
- Corriere di Verona
- Corriere del Mezzogiorno
- ViviMilano
- TrovoCasa
- Style
- Living
- La Gazzetta dello Sport
- SportWeek
- Corriere.it
- Gazzetta.it
- TrovoLavoro.it
- TrovoCasa.it

### Divisione Periodici
Aggiornato al gennaio 2014:
Testate in portafoglio
- Abitare
- Amica
- Dolce Attesa (chiusa nel 2011)
- Dove
- Imagine
- Insieme (chiusa nel 2020)
- Io e il mio bambino
- Living
- Oggi
- Oggi Cucino
- Style Magazine (nato nel 2006)
- Style Golf
- Style Country life
- Style Piccoli

Testate cedute nel 2013
- Astra
- OK Salute
- Novella 2000
- Visto

Testate cessate nel 2013
- A (dal 2007 nuovo nome di Anna, a sua volta proseguimento di Annabella dal 1983)
- Bravacasa
- L'Europeo
- Max (versione cartacea)
- Yacht & Sails
- Il Mondo

### RCS Pubblicità
- IGPDecaux (34,5%)

### Stazioni radio
- Unidad Editorial
  - Radio Marca
  - Play Radio (chiuso il 30 giugno 2007)

### Video
- Corriere della Sera Video
- La Gazzetta dello Sport Video

### Reti televisive
- Digicast (incorporata da RCS MediaGroup)
  - Lei (chiuso il 1º luglio 2020)
  - Dove TV (chiuso il 1º luglio 2020)
  - Gazzetta TV (chiuso il 6 gennaio 2016)
- Unidad Editorial
  - Veo Televisión
  - Marca TV

### Divisione libri
- Solferino Libri;[114]
- Fuoriscena;[107]

### Attività all'estero
RCS MediaGroup è significativamente presente in particolare in Spagna, dove controlla il gruppo spagnolo Unidad Editorial (editore dei quotidiani El Mundo, Marca ed Expansión e di numerosi periodici, tra cui Telva e Actualidad Económica, e ha controllato il gruppo editoriale francese Flammarion, poi ceduto a Gallimard). Negli Stati Uniti ha controllato Rizzoli Publications e Universe Publishing.
Ad inizio 2007 RCS ha acquisito - tramite Unidad Editorial - il controllo di Recoletos, uno dei più importanti editori spagnoli per 1,1 miliardi di euro.

## Azionariato
L'azionariato comunicato alla Consob (a giugno 2023) è il seguente:
- Urbano Cairo: 59,831%
  - Cairo Communication: 59,693%
  - U.T. Communication: 0,138%
- Mediobanca: 9,930%
- Diego Della Valle: 7,624%
  - Diego Della Valle & C. Srl: 7,624%
- Altri azionisti: 22,615%

### L'OPAS di Urbano Cairo nel 2016
Nel maggio 2016 l'imprenditore ed editore Urbano Cairo, presidente di Cairo Communication, ha lanciato un'OPAS sulle azioni RCS MediaGroup. Poco tempo dopo il finanziere Andrea Bonomi ha promosso un'OPA concorrente attraverso la cordata International Media Holding, formata da quattro soci storici del gruppo (Diego Della Valle, Pirelli, UnipolSai e MedioBanca). Il 15 luglio è risultata vincente l'offerta di Cairo, che ha raccolto il 48,8%, mentre la cordata concorrente IMH si è fermata al 37,7%. Sono stati portati in adesione all'offerta 254.785.320 titoli, rappresentativi del 48,82% del capitale sociale e delle azioni ordinarie RCS oggetto dell'Offerta. Il controvalore complessivo è stato pari a 45.861.357 azioni Cairo Communication e 63.696.330 euro da versarsi in contanti. Dopo oltre 30 anni la casa editrice è tornata sotto il controllo di un unico azionista di riferimento. Pochi giorni dopo Cairo Communication ha raggiunto la soglia del 59,69% del capitale sociale tramite la consegna delle azioni precedentemente date all'OPA perdente.

## Consiglio di amministrazione
- Presidente e amministratore delegato: Urbano Cairo[120]
- Consiglieri eletti dalla lista di maggioranza (59,69% del capitale):

Uberto Fornara
Marco Pompignoli
Stefano Simontacchi
Stefania Petruccioli
Alessandra Dal Monte
Federica Calmi
Benedetta Corazza
- Consiglieri eletti dalla lista di minoranza (23,79% del capitale):

Diego Della Valle
Marco Tronchetti Provera
Carlo Cimbri
Veronica Gava

## Collegio Sindacale
Composizione:
- Presidente: Enrico Maria Colombo
- Sindaco effettivo: Marco Moroni
- Sindaco effettivo: Maria Pia Maspes
- Sindaco supplente: Emilio Fano
- Sindaco supplente: Maria Stefania Sala
- Sindaco supplente: Piera Tula

## Principali partecipazioni
- Unidad Editorial - 96,48%
- RCS Sport - 100%
- RCS International Advertising BV - Amsterdam (Paesi Bassi) - 51%
- Digicast - 100%
- m-dis Distribuzione Media S.p.A. - 100%

## Dati economico-finanziari

### Bilanci
Il gruppo RCS MediaGroup S.p.A. ha registrato nel 2016 ricavi consolidati per 968,3 milioni di euro, EBITDA pre oneri e proventi non ricorrenti pari a 100,5 milioni, EBITDA post oneri e proventi non ricorrenti pari a 89,9 milioni, EBIT di 35 milioni di euro, risultato netto positivo per 3,5 milioni di euro e indebitamento finanziario netto di 366,1 milioni di euro.
Nel 2017 i ricavi sono diminuiti a 895,8 milioni di euro mentre l'utile netto è stato di 71,1 milioni (il miglior risultato netto dal 2007),. Gli altri dati finanziari: Ebitda di 138,2 milioni ed Ebit di 95,6 milioni.

### Valore delle azioni
A inizio maggio 2016 l'azione quotava 59 centesimi, circa la metà rispetto a un anno prima. Il minimo storico (0,448 euro per azione) è stato segnato il 24 luglio 2012. Il 2 agosto 2005 (durante il tentativo di scalata di Ricucci) le azioni raggiunsero il massimo storico di 6,68 euro per azione. Al 14 ottobre 2020 l'azione quota 51,2 centesimi.